# サンフランシスコ・ケーブルカー
サンフランシスコ・ケーブルカー（英語: San francisco Cable Car）は、アメリカ合衆国のサンフランシスコで1873年に開業したケーブルカーである。現役かつ世界最古の手動運転の循環式ケーブルカーであり、サンフランシスコ市営鉄道に属する公共交通網の一部を構成している。

## 概要
ケーブルカーはサンフランシスコの象徴的存在である。一定数の通勤客も利用するが、その運行範囲の狭さと運賃の高さから実質的に観光鉄道として機能している。沿線にはチャイナタウンやグレース大聖堂、フィッシャーマンズワーフなどの観光地があるため、乗客の大半は観光客である。
路線の高低差は100メートルを超えており、路面電車では運行不可能な急勾配を走行する。サンフランシスコ・ケーブルカーは、アメリカ合衆国国家歴史登録財リストに交通機関として唯一登録されている。
比較的平坦なマーケット・ストリートでは通常の路面電車（Fライン）が運行している。

## 歴史
ノブ・ヒルやロシアン・ヒルなどの高い丘が点在するサンフランシスコにおいて、技術者アンドリュー・スミス・ハリディが馬車に代わる輸送機関として考案した。

## 路線

ケーブルカーの路線図。紫がパウエル - ハイド線、緑がパウエル - メイソン線、青がカリフォルニア・ストリート線

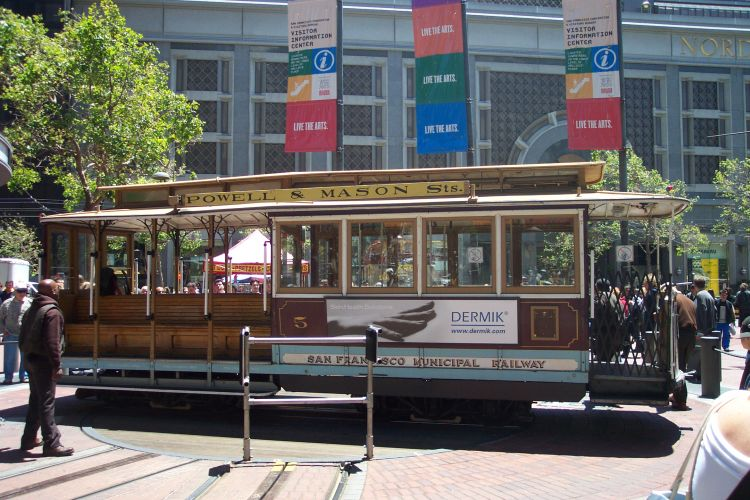
転車台

現在は、路線はユニオンスクエア近くのダウンタウンからフィッシャーマンズワーフへ2路線、そしてCalifornia Streetに沿って1路線の計3路線が運行中である。
- パウエル - ハイド線 (Powell-Hyde)
- パウエル - メイソン線 (Powell-Mason)

両線とも、市内の中心部であるマーケット・ストリート (Market Street) と、観光名所でもあるフィッシャーマンズ・ワーフ (Fisherman's Wharf) とを結ぶ。ともに起点はマーケット・ストリートのウェストフィールドサンフランシスコセンター(WestField San Francisco Center)そばを起点としている。メイソン線はピア39にほど近いベイストリート(Bey St)とテイラーストリート(Taylor St)の交差点手前を終点とし、ハイド線はサンフランシスコ海事国立史跡公園を終点とする。マーケット・ストリートからチャイナタウンのケーブルカー博物館付近までは2路線で線路を共有し、そこから二手に分かれる。構造上、車両は一方向にしか走行できないため、両端の終着場で転車台を利用して車両の方向を変える必要がある。
- カリフォルニア・ストリート線 (California Street)

ビジネス街である エンバカデロ(Embarcadero) 付近から、ヴァンネス・アベニュー (Van Ness Avenue) まで、カリフォルニア・ストリート (California Street) を東西に走る。途中、交差点などで曲がることはなく、全区間がカリフォルニア・ストリート上にある（車庫への区間を除く）。パウエル両線と違い、車両は両方向に走行できるため、転車台は不要である。
California StreetからHyde Street沿いに、HydeとWashingtonの交点まで行ってパウエル - ハイド線に繋がる、連絡用の（人を乗せて運行されない）路線も存在する。これはカリフォルニア・ストリート線の車両を車庫まで導くためのものである。
路線はMarket Streetのどちらの終点でも、路面電車のFラインに乗り換えが可能である。またTaylor & Bayの終点、Hyde & Beachの終点からも、少し歩くだけでFラインに乗車することができる。

## 運転方法
山岳路線で一般的な交走式（つるべ式）のケーブルカーと違い循環式を採用しており、線路の中央のケーブル用の溝の下に敷設された114本の鋼鉄線をより合わせて作られたケーブルが時速9マイルの速度で移動しており、そのケーブルを運転士がテコの原理を利用した装置で掴むことで車両を走行させている。停車の際はケーブルを離し、ブレーキでその場所に停止する。つまり、個々の車両は運転士の判断によって任意にケーブルの走る方向に発進・停止ができる。

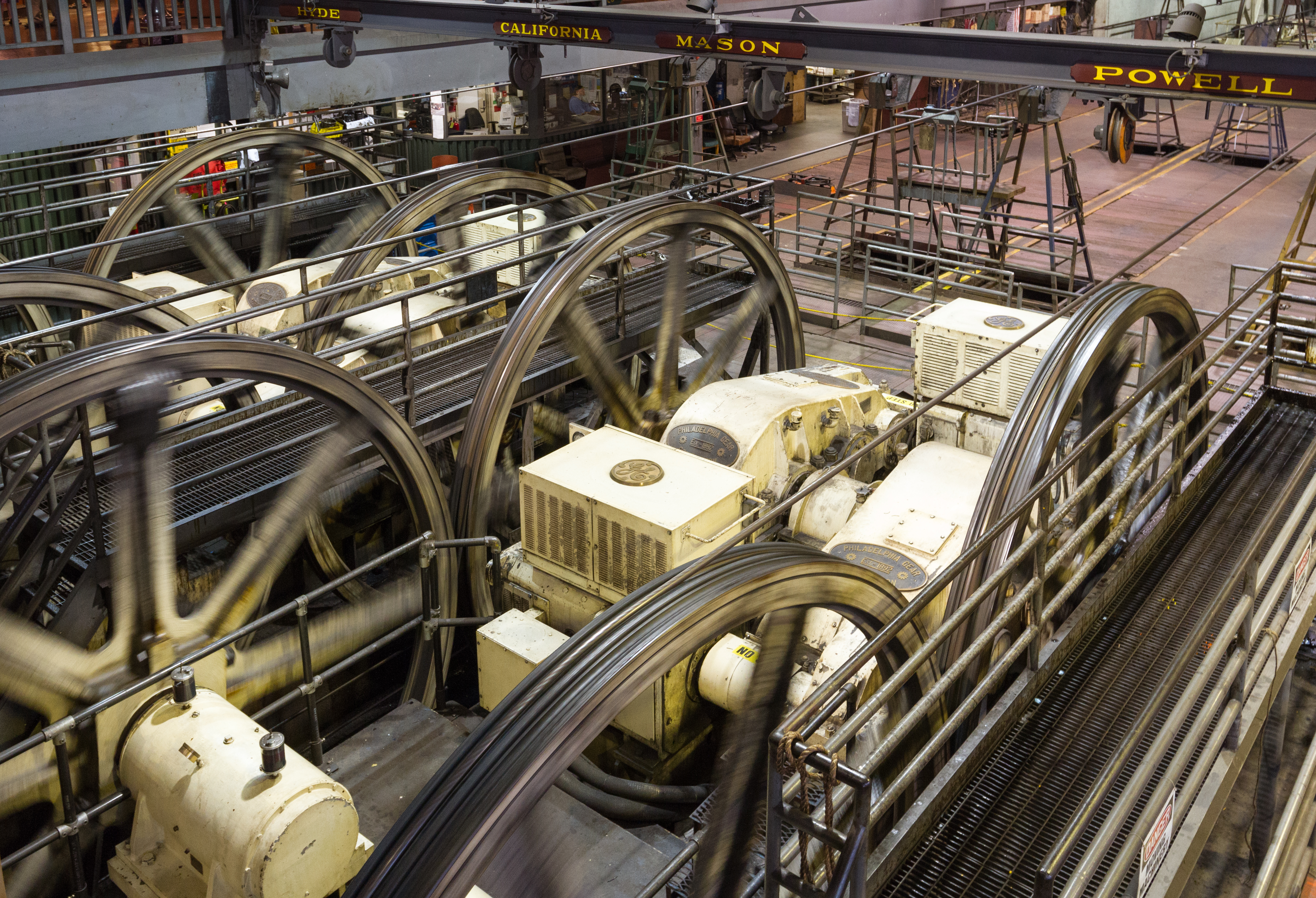
ケーブルカー博物館で見ることのできるケーブル駆動装置
それぞれの滑車・ケーブルの上に対応する路線名が書かれている

これらのケーブルは3路線分ともケーブルカー博物館内の動力室を通るよう敷設されていて、同室内の大型モーターにより循環させられている。ケーブルの本数は合計で4本あり、カリフォルニア・ストリート線用に1本、パウエル両線の共有区間用に1本、それに、分岐してからのハイド線、メイソン線用それぞれ1本である。各ケーブルの直径は約3.2センチメートル、ケーブルの送出速度は固定で時速15.3キロメートル、総出力は510馬力（380キロワット）である。各ケーブルはサイザル繊維のロープ（核）に巻き付けられた6本の鋼鉄製の房からなっており、それぞれの房は19本のワイヤーで構成されている。ケーブルはタール状の素材でコーティングされていて、これは消耗する潤滑油のような（紙ではなくて消しゴムが無くなるのと同じような）役割を果たしている。

## 運賃
運賃は乗車区間に関わらず1回の乗車に付き一律7ドルである。乗換券（トランスファー）は利用できない上に、乗換券として使える切符も発行されない（支払証明はもらえる）。
(2015年7月1日より6ドルから7ドルに値上げ)

## 車両

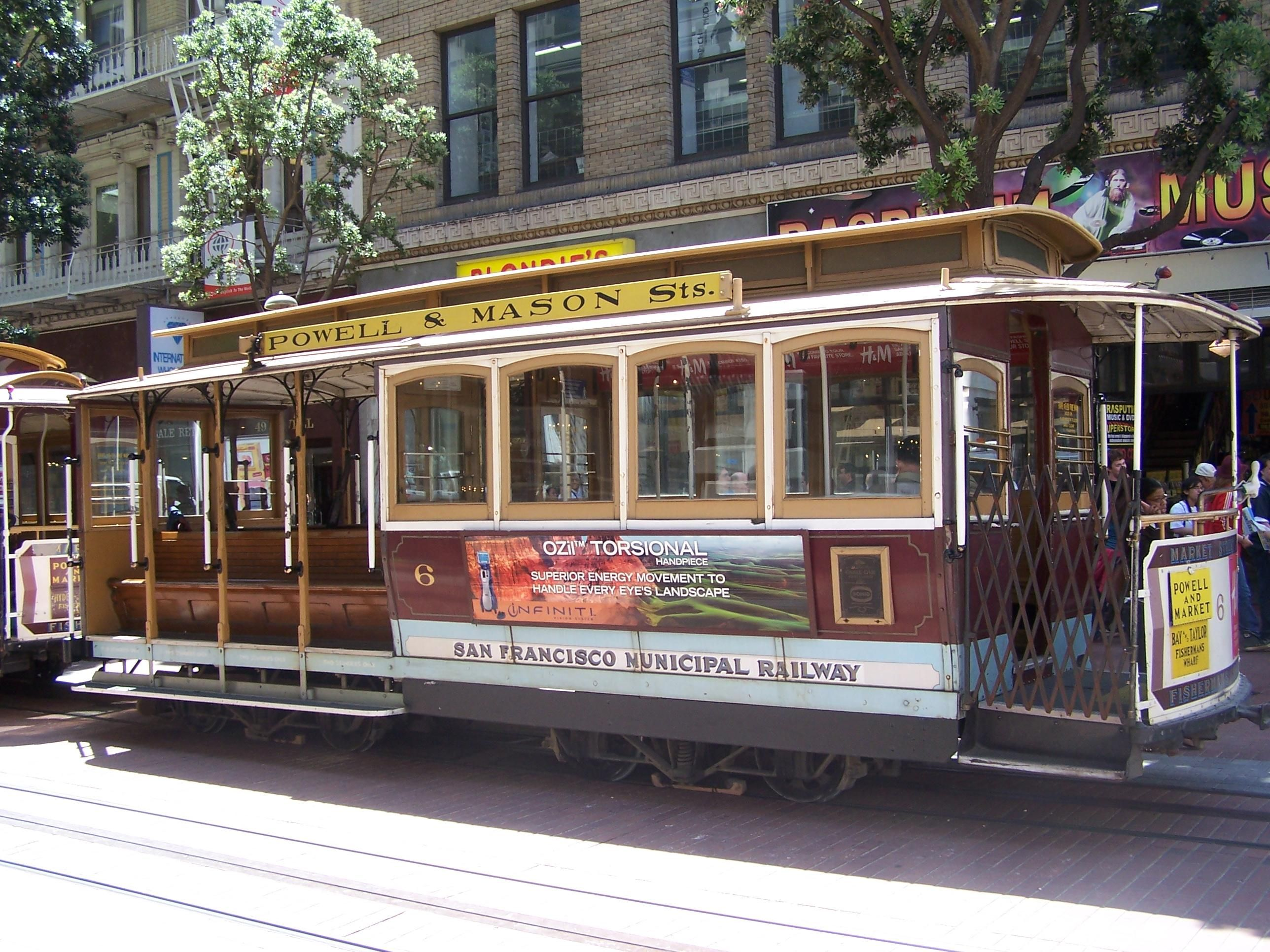
片運転台の6号車。掴み棒のない右側が後ろ

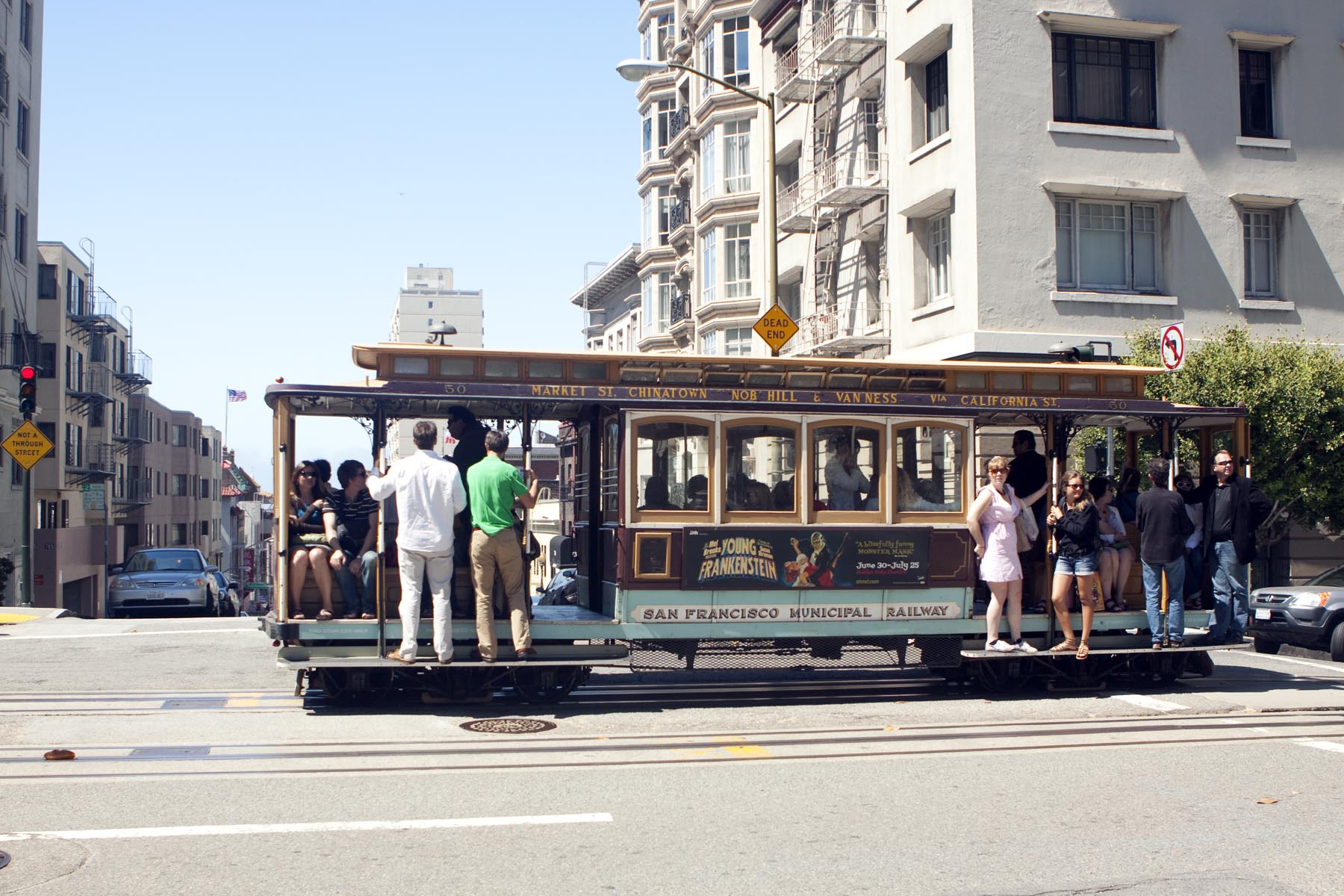
両運転台の50号車

前述の通り、サンフランシスコにおけるケーブルカーの車両には2種類ある。
- 片運転台で一方通行用の車両はパウエル - ハイド線とパウエル - メイソン線で使われている。前部の側面は開いており、グリップマン（運転手）と数々のレバー類の両側に椅子が外を向いて設置されている。後部は上と左右を囲われ、椅子は内側に向き合い、入り口は前と後ろの両端にある形となっている。最後尾には小さなプラットフォームが付いている。車両の長さは8.6メートル、幅は2.4メートル、そして重さは約7,000キログラムである。定員は60名で、着席可能な定員は29名。車両のほとんどは、Muniの木工部門で1990年代に製造あるいは修復されたものである。

- 両運転台の車両はカリフォルニア・ストリート線で使われている。両サイドが開いた制御部分が車両の両端にあり、囲われた客席部分が真ん中にある構造になっている。車両の長さは9.2メートル、幅は2.4メートル、そして重さは約7,620キログラムである。定員は68名で、着席可能な定員は34名。過去にO'Farrell線、Jones線、Hyde線で実際に使われた車両や、Muniの木工部門で1998年に製造された車両がある。

両種とも2軸ボギー台車を2台搭載し、1,067mmの狭軌の上を走っている。「California Street Car」と「California Car」はよく混同されるが、前者はカリフォルニア・ストリート線を走るケーブルカー車両のこと、そして後者はサンフランシスコ市内全てのケーブルカー車両のことであり、特に後者は制御部分と客車部分が別の車両として動く初期型のケーブルカーと区別するための用語でもある。
パウエルの両線では計28両の片運転台車両が、カリフォルニア・ストリート線では12両の両運転台車両が運行されている。車両は時々新車や修復車と交換され、古い車両は後の修復のために取っておくか、リオ・ビスタの鉄道博物館へ運ばれる。現在ケーブルカー博物館にもなっている車庫には、Clay線、元O'Farrell線、Jones線で使われていた19番と42番の車両が保存されている。
日本では、1959年にサンフランシスコ市から姉妹都市である大阪市に両運転台の61号車（1907年製）が寄贈され、1963年からは市内の交通科学博物館（開館当初は「交通科学館」）で展示されていた。これはアメリカ本土の外に存在する唯一のサンフランシスコ・ケーブルカーの保存車である。同車の寄贈前には、当時の中井光次大阪市長がジョージ・クリストファーサンフランシスコ市長とともに運行中の同車に乗車している。2014年の交通科学博物館閉館後、所有者の大阪市は民間事業者への無償貸与を検討し、2017年より学校法人常翔学園大阪工業大学大宮キャンパスに移設展示されている。

### ブレーキ

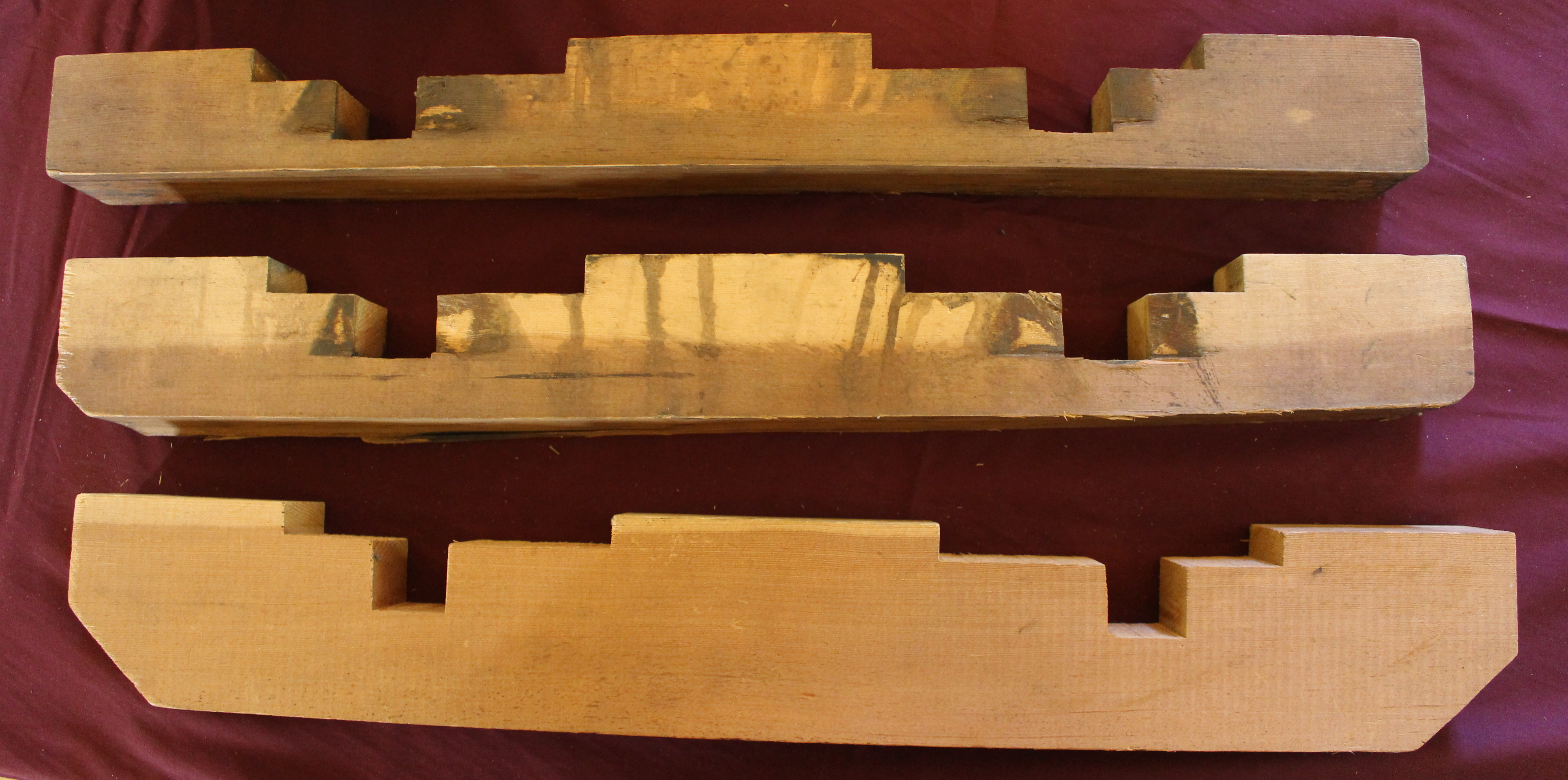
状態の異なる3つの木製ブレーキブロック。下は新品。中央は使用開始から1-2日後のもの。上は寿命末期のもの。

ケーブル自体も下り坂で車両の速度を抑えるが、それ以外に車両にも3つの独立したブレーキ系が備えられている。
- 車輪ブレーキ：前後輪に金属製のブレーキシューがある。運転手がフットペダルで操作する。カリフォルニア・ストリート線で使われている両運転台の車両では、前後の運転台にペダルがあり、パウエル - ハイド線とパウエル - メイソン線で使われている片運転台の車両には前方（運転台）にフットペダルがある。片運転台の車両後部には、急勾配で車掌が後輪ブレーキを使用するためのブレーキレバーもある[8]。

- 木製の路面ブレーキ：モントレーマツ（ラジアータパイン）で作られた木製のブロックが台車の中央部分にあり[9]、運転手がレバーを引くことで作動し、ブロックを路面に強く押し付けられる際、煙が上がり木の焦げる匂いが漂うこともある[8][10]。ブロックは消耗が激しく、3日程度で交換される[8]。

- 非常ブレーキ：これは、車両床下の、ケーブル用の溝（track slot）の直上につり下げられた、厚さ3.8センチメートル (1.5 in)長さ46センチメートル (18 in)の楔状の鉄片である。他の方法では車両を止められなくなった時、運転手が非常レバーを引くと、この鉄片が溝に押し込まれる[8]。この鉄片は溝に非常にきつくはまりこんでしまうため、回復のためにガス溶断が必要になることもしばしば発生する[8]。

### 電気系
ケーブルカーには給電システムがないため、前照灯や室内照明の電源としては、車庫で充電する大型の蓄電池を使用している。しかし、かつての白熱灯を使用した前照灯の光は弱く、他者に車両の接近を知らせるのが精一杯の明るさであり、照明としては役立たなかった。そして、白熱灯はすぐに切れてしまい、電池の持ちも悪く、雨が降り寒く暗い夜などは一晩に10回以上も電池を交換しなければならなかった。蓄電池の性能が良くなり長持ちするようになってからも、GPSトラッキングシステムやカメラなどが搭載されるようになり、電池の消耗は続いた。2018年に、前照灯と室内照明がLED電球に置き換えられたため、運転手の視認性が良くなり、電池の消耗も減った。

## 車庫・博物館・発電所

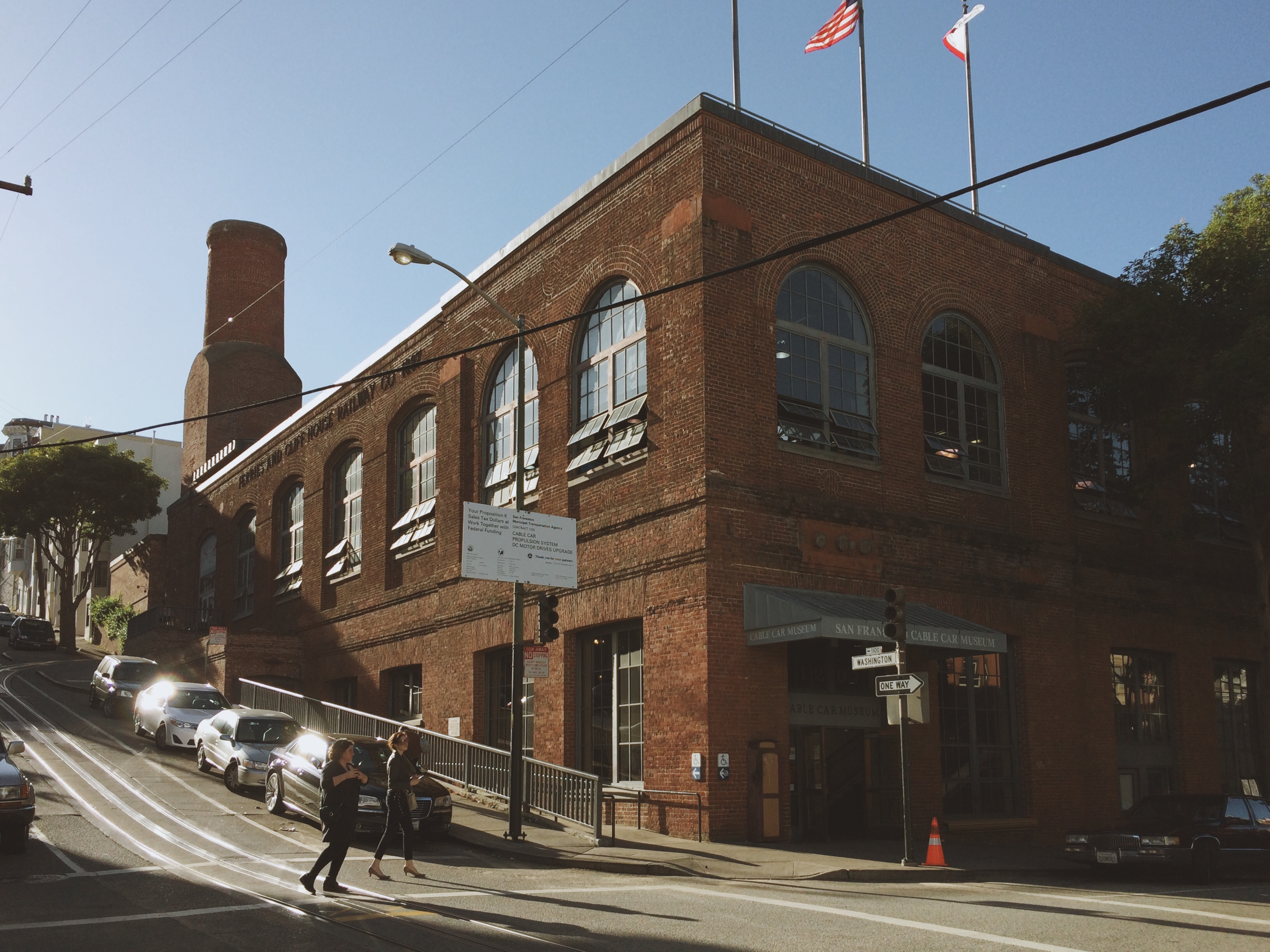
ケーブルカー博物館の建物外観

ケーブルカーの車庫はWashington StreetとJackson Streetの間、Mason Streetと交わる辺りから少し上ったところにある。車両はJackson側から惰性で後ろ向きに入り、Washingtonの方へ惰性で出て行く形になる。片側向きの車両が正しい向きで出て行くことが出来るよう、車庫の中には4つ目のターンテーブルが備えられている。車両が車庫内を移動する際にはゴムタイヤを履いたトラクターによって動かされる。
車庫は発電所とケーブルカー博物館の真上に位置している。博物館の入り口はWashingtonとMasonの交点付近である。博物館には古いケーブルカーが数両展示されており、その他小規模な展示や土産屋もある。特に興味深いのは発電所を直に見られるギャラリーと、WashingtonとMasonの交差点下にある、ケーブルの向きを変えて送り出すための巨大な滑車を見られるギャラリーであろう。

## グリップマンと車掌
ケーブルカーの運転手は「グリップマン」として知られる。これは非常に経験がいる職業である。グリップレバーをゆっくり操作してケーブルを掴んだり離したりしなくてはならなかったり、ケーブルが交差するポイントやケーブルが路線に沿わない箇所で車両を惰性運転出来るよう、適当な箇所でケーブルを離さなくてはならなかったりする。また、ケーブルカーの物理的な制限をよく理解していない人が運転する車などとの衝突を予測し、事前に避けることも求められる。訓練コースに挑戦した者のうちのほんの一部（約30パーセント）のみしか試験に合格しないという。
2005年12月時点では女性の「グリップウーマン」は、1998年6月15日より務めたファニー・メイ・バーンズしかいたことがない。
グリップマンにはグリップとブレーキを操作するのに必要である非常に頑強な上半身、視覚と手の優れた協調関係、そして優れたバランス感覚が求められる。
グリップマンに加え、各車両には車掌が1人乗っている。車掌は運賃を回収し、乗降する乗客を管理し、坂を下っている時に後ろの車輪ブレーキを操作する仕事がある。ケーブルカーのステップ部分に立って乗る「ステップ乗車」の習慣があることから、乗客の管理は特に重要な仕事である。乗員の中には地域的に偉人とされる人もいる。

## ベル鳴らしコンテスト
毎年7月の第2あるいは第3木曜日、6月の第2週から最終週まで行われる予選に引き続いて、ユニオンスクエアで乗員による「ベル鳴らしコンテスト」が行われる。予選は審査団が与えるポイントによって、どの出場者をユニオンスクエアで行われる決勝へ出場させるか決めるものである。
2009年6月9日に開かれた決勝戦には、ハワード・ウー、フランク・ウェア、そしてレオナルド・オーツの3人の乗員が進出した。この大会では、レオナルド・オーツが3回目の優勝を果たした。以下は過去の入賞者の記録である。
| 開催年  | 優勝者             | 2位                     | 3位                      |
| ------- | ------------------ | ----------------------- | ------------------------ |
| 2000    | バイロン・コッブ   | フランク・ウェア        | パトリック・G            |
| 2001    | バイロン・コッブ   | ケン・ルナルディ        | フランク・ウェア         |
| 2002    | ケン・ルナルディ   | バイロン・コッブ        | ロナルド・イースト       |
| 2003/10 | ロナルド・イースト | ケン・ルナルディ        | ウォルト・L・スコット    |
| 2003/12 | カール・ペイン     | アル・キンタナ          | ピーター・ポルケヴィック |
| 2004    | フランク・ウェア   | ウォルター・L・スコット | バイロン・コッブ         |
| 2005    | バイロン・コッブ   | フランク・ウェア        | ハワード・ウー           |
| 2006    | ケン・ルナルディ   | バイロン                | ウォリン・ロビンソン     |
| 2007    | レオナルド・オーツ | ケン・ルナルディ        | フランク・ウェア         |
| 2008    | レオナルド・オーツ | ケン・ルナルディ        | バイロン・コッブ         |
| 2009    | レオナルド・オーツ | フランク・ウェア        | ハワード・ウー           |